# Europastraße 94
Die Europastraße 94 (kurz: E 94) ist eine von West nach Ost verlaufende Europastraße und führt ausschließlich durch Griechenland; durch die Regionen  Peloponnes und Attika von (südwestlich) Korinth, auf der Südseite des Isthmus von Korinth am Saronischen Golf entlang der Autobahn A8 über Elefsina, von dort streckengleich mit der A6 weiter nach Athen, wo sie noch im Innenstadtgebiet am Autobahnkreuz Metamorfosi (mit der A1, E 75) endet.
Die Strecke ist insgesamt als Autobahn ausgebaut.